# The Family Honor (film fra 1920)
The Family Honor er en amerikansk stumfilm fra 1920 af King Vidor.

## Medvirkende
- Florence Vidor som Beverly Tucker
- Roscoe Karns som Dal Tucker
- Ben Alexander som Ben Tucker
- Charles Meredith som Merle Curran
- George Nichols som Mayor Curran
- J. P. Lockney som Felix
- Willis Marks som Dobbs
- Harold Goodwin